# Griechische Tanne
Die Griechische Tanne (Abies cephalonica), auch Kefalonische Tanne genannt, ist eine europäische Nadelbaumart aus der Gattung der Tannen (Abies) in der Familie der Kieferngewächse (Pinaceae). Sie ist ein Endemit Griechenlands, das bedeutet, dass sie nur dort vorkommt. Von der ähnlichen Weiß-Tanne (Abies alba) unterscheidet sie sich durch ihre geringere Wuchshöhe von bis zu 30 Metern und ihre mit einer Länge von bis zu 3,5 Zentimetern längeren Nadeln. Die Borke der Griechischen Tanne ist eher graubraun statt weiß- bis dunkelgrau wie bei der Weiß-Tanne. Die männlichen Blütenzapfen der Griechischen Tanne sind zur Blütezeit im Mai karminrot gefärbt. Die zur Reife im August bis September violett über bräunlich rot und gelbbraun bis braun gefärbten, 10 bis 20 Zentimeter langen und stark harzigen Zapfen sind zylindrisch – genauso wie die der Weiß-Tanne – geformt.
Ihr Bestand gilt als stabil, obwohl es in den Sommermonaten häufig zu Waldbränden kommt und es auch Studien gibt, die den Bestand seit fünf Jahrzehnten als rückläufig ansehen. Die IUCN stuft die Art in ihrer Roten Liste seit 2011 als „nicht gefährdet“ ein. Zuvor wurde sie als „gering gefährdet“ angesehen. Sie wird in zwei Reservaten sowie in mehreren griechischen Nationalparks geschützt.
Sie gilt als anfällig für den Befall durch Schadinsekten, vor allem durch Vertreter der Borkenkäfer. Ein Befall mit Borkenkäfern kann zu wirtschaftlich bedeutsamen Ausfällen führen. Pilzbefall spielt bei dieser Art jedoch nur eine untergeordnete Rolle. Obwohl in Anbauversuchen gezeigt werden konnte, dass die Griechische Tanne eine mittlere Resistenz gegenüber Luftverschmutzung hat, lässt es sich nicht ausschließen, dass diese eine Rolle bei Wachstumseinbußen spielt.
Das Holz lässt sich in der Qualität mit dem der Weiß-Tanne vergleichen und findet auch als Bau- und Konstruktionsholz Verwendung. Wo sich ihr Verbreitungsgebiet überlappt, bildet die Art intermediäre Formen, die auf eine natürlich vorkommende Kreuzung der beiden Arten zurückgehen. Diese Formen werden oft als Bulgarische Tanne (Abies borisii-regis) bezeichnet. Eine weitere Form, welche vermutlich auf eine natürliche Kreuzung mit der Nordmann-Tanne (Abies nordmanniana) zurückgeht, ist die in der Türkei heimische Troja-Tanne (Abies nordmanniana subsp. equi-trojani).

## Beschreibung

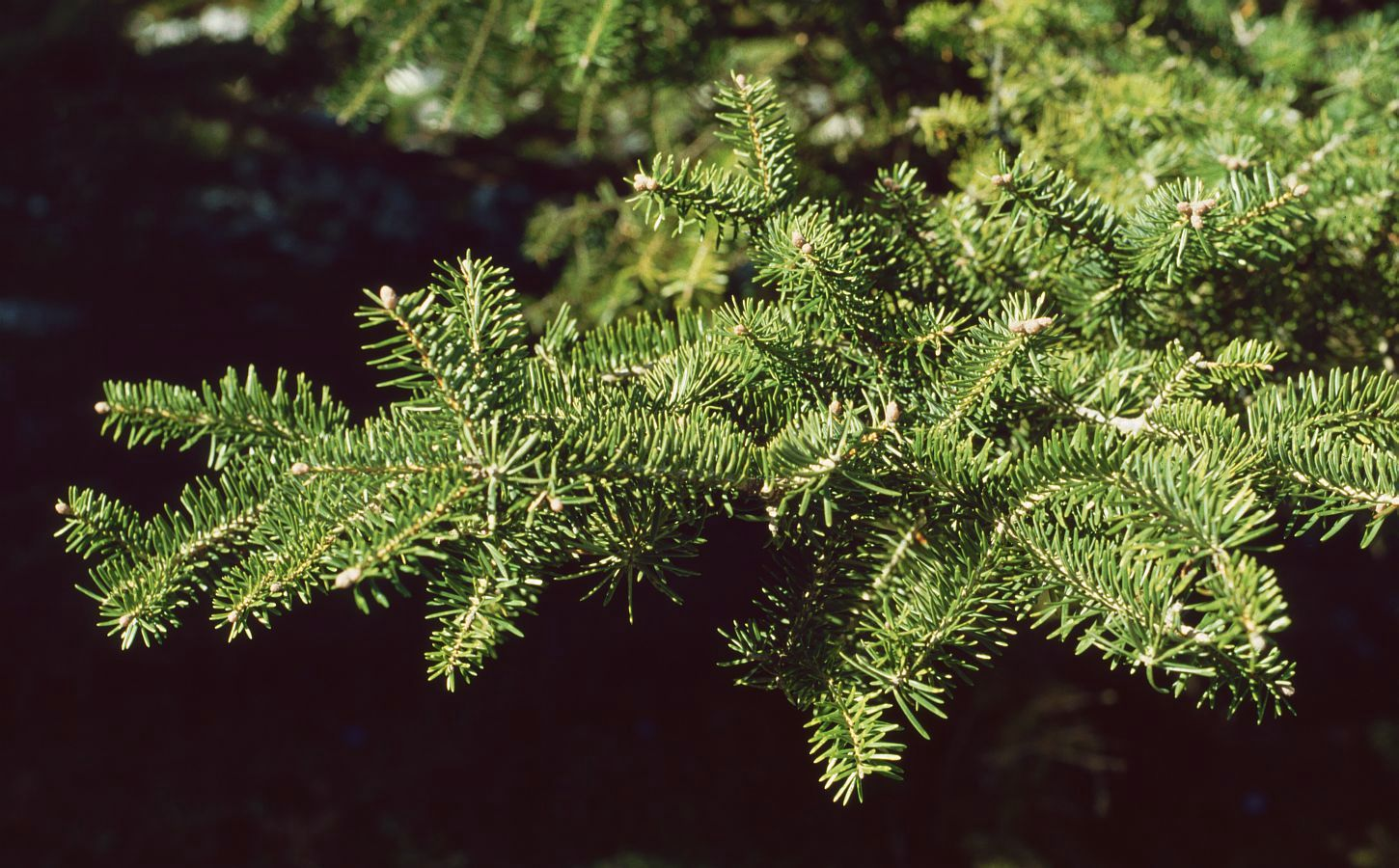
Zweig mit Nadeln

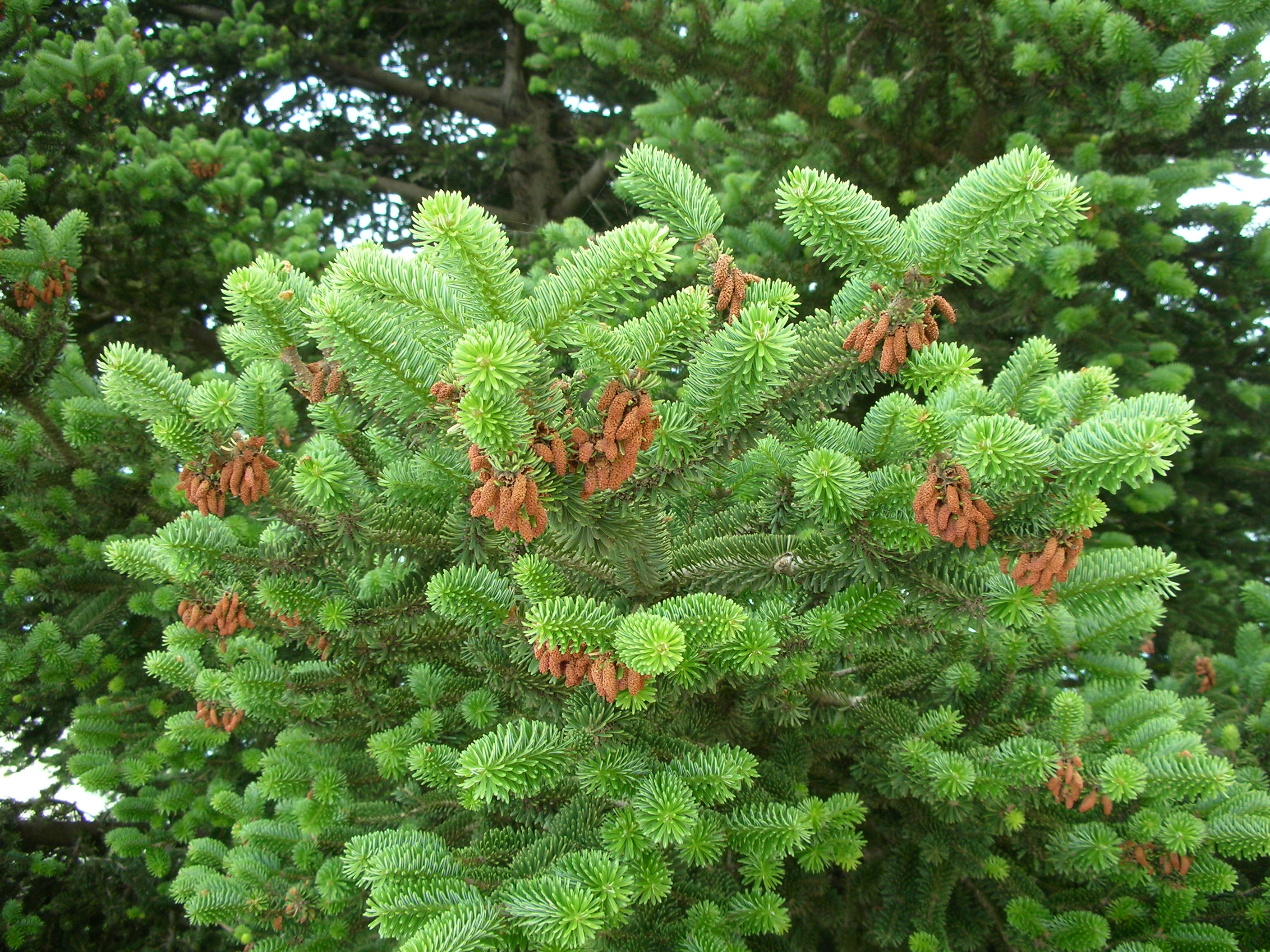
Zweig mit männlichen Blütenzapfen

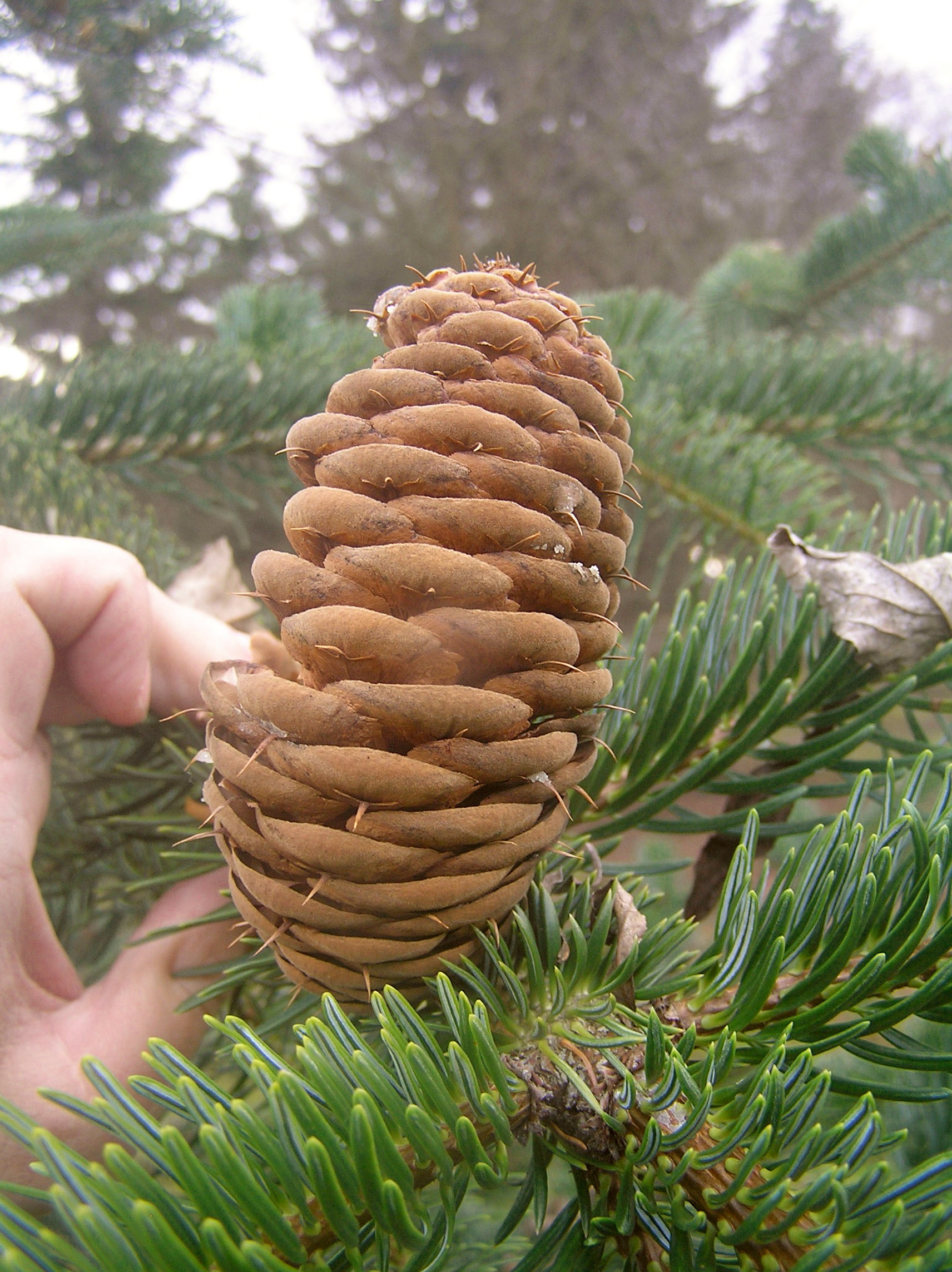
Reifer Zapfen

### Erscheinungsbild
Die Griechische Tanne wächst als immergrüner Baum, der Wuchshöhen von 20 bis 30 Meter und Brusthöhendurchmesser von 40 bis 70 Zentimeter erreicht. Die langen Äste gehen horizontal vom geraden Stamm ab und breiten sich weit aus. Es wird meist eine pyramidenförmige Krone gebildet.

### Knospen und Nadeln
Die konischen bis eiförmigen, behaarten Knospen sind harzig und stehen zwischen den Nadeln. Sie sind violett bis rötlich gefärbt und werden zwischen 1,2 und 1,6 Millimeter dick. Die Knospenschuppen sind an der Spitze erkennbar. Die eiförmigen Winterknospen werden rund 6 Millimeter lang. Sie sind meist stark verharzt und weisen eine gelbe bis gelblichbraune Färbung auf.
Die scharf zugespitzten Nadeln werden zwischen 1,5 und 3,5 Zentimeter lang und 2 bis 3 Millimeter breit und haben einen flachen Querschnitt. Sie stehen an den Seitentrieben bürstenförmig bis schwach gescheitelt und leicht zur Zweigspitze hin gerichtet. Die Nadeloberseite ist glänzend dunkelgrün und die Nadelunterseite grünlichweiß gefärbt. An der selten gefurchten Nadeloberseite findet man zwei bis drei kurze Stomatareihen, die sich von der Spitze bis zur Mitte der Nadel erstrecken. An der gekielten Nadelunterseite findet man sechs bis sieben Stomatareihen. Die Nadeln verbleiben bis zu zehn Jahre am Baum, ehe sie abfallen. Die Sämlinge besitzen fünf bis neun Keimblätter (Kotyledonen), die eine Länge von 2 bis 2,5 Zentimeter aufweisen.

### Rinde und Wurzeln
Die graubraune Borke ist bei jungen Bäumen glatt und reißt bei älteren Bäumen in kleine, längliche Platten auf. Zweige besitzen eine glatte, hellbraun bis rötlichbraun gefärbte Rinde. Die Griechische Tanne bildet eine Pfahlwurzel aus, um die sich ein kräftiges Wurzelsystem ausbildet.

### Blüten, Zapfen und Samen
Die Griechische Tanne ist einhäusig-getrenntgeschlechtig (monözisch). Sie wird im Freistand mit 20 bis 25 und in geschlossenen Beständen mit 30 bis 35 Jahren mannbar. Die Blütezeit liegt im Mai. Die eiförmigen männlichen Blütenzapfen werden 12 bis 18 Millimeter lang und rund 4 Millimeter dick. Sie sind zur Blütezeit karminrot gefärbt. Man findet sie vor allem im unteren Kronenteil. Dort stehen sie an der Unterseite von vorjährigen Trieben in den Nadelachsen.
Die fast zylindrisch geformten, stark verharzten Zapfen werden 10 bis 20 Zentimeter lang und 3 bis 5 Zentimeter dick. Sie sind zur Reife im August bis September von violett über bräunlich rot und gelbbraun bis braun gefärbt. Man findet sie vor allem im oberen Kronenbereich, wo sie an den Spitzen von vorjährigen Trieben stehen. Unter den keilförmigen, 2 bis 4 Millimeter langen und ebenso breiten Samenschuppen ragen die zurückgebogenen, goldbraunen Deckschuppen hervor. Die Samen werden im Oktober aus den Zapfen entlassen.
Die rötlichen, bei einer Länge von 10 bis 19 Millimeter kantigen Samen besitzen einen 12 bis 20 Millimeter langen Flügel. Das Tausendkorngewicht liegt zwischen 50 und 65 Gramm.

## Verbreitung und Standort

Karte des Verbreitungsgebietes

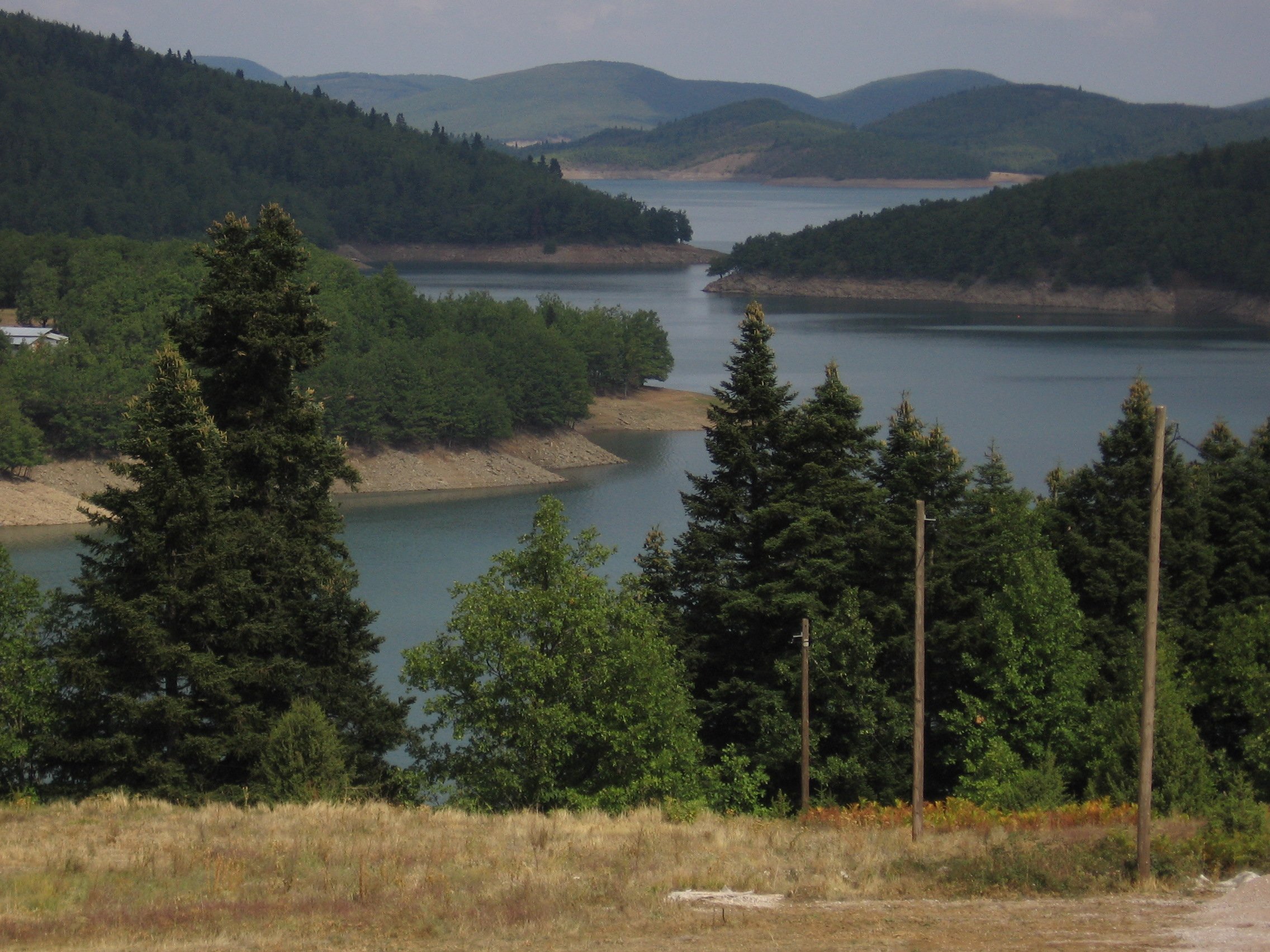
Bestand der Griechischen Tanne am Plastiras-Stausee

Das natürliche Verbreitungsgebiet der Griechischen Tanne liegt in Griechenland, wo sie endemisch vorkommt. Es umfasst fünf Standorte in der Region Epirus, elf auf dem Peloponnes und zehn in Zentralgriechenland. In Zentralmakedonien findet man die Art am Olymp und am Berg Athos. Auf den Ionischen Inseln kommt sie nur auf Kefalonia, auf den ägäischen Inseln nur auf Euböa vor. Die Nordgrenze ihres Verbreitungsgebietes verläuft durch das südliche Pindos-Gebirge. Ihr gesamtes Verbreitungsgebiet wird auf rund 200.000 Hektar geschätzt.
Die Griechische Tanne ist eine Pflanzenart des mediterranen Klimas. Sie kommt in Höhenlagen von 400 bis 2100 Metern vor, wobei sie optimal in Höhen zwischen 1000 und 1800 Metern gedeiht. Die jährliche Niederschlagsmenge liegt je nach Standort zwischen 700 und 1500 mm. Am natürlichen Standort kann eine bis zu sieben Monate lange Sommertrockenheit auftreten. Die Art besiedelt überwiegend spaltengründige, entwickelte Kalkstein-(Rotlehmböden) auf gebankten Kalksteinen und Dolomiten. Da sie tolerant gegenüber sauren Standorten ist, kommt sie auch auf Sandstein, Serpentinit sowie Glimmer- und Tonschiefer vor. Der pH-Wert der besiedelten Böden liegt zwischen 5 und 8. Die Griechische Tanne ist in Mitteleuropa weitgehend winterhart, reagiert aber aufgrund des frühen Austriebes empfindlich auf Spätfröste.
Durch die häufige Besiedlung initialer Kalkrohböden hat die Griechische Tanne den Charakter einer Pionierart mit der, für ausgeprägte Trockentannen, bescheidenen Wuchsleistung.
Allgemein sind die überwiegend auf Hartkalk und Dolomit stockenden Reinbestände der Griechischen Tanne (600–1700/400–2100 m; Chelmos 2300 m) Klimaxwälder, die weithin die Waldgrenze bilden. Durch Weide, Brand und Rodung sind sie stark dezimiert.

## Ökologie

### Mykorrhizapartner
Als mögliche Mykorrhizapartner kommen vor allem der Kaiserling (Amanita caesarea), der Fliegenpilz (Amanita muscaria), der Fichtensteinpilz (Boletus edulis), der Pfifferling (Cantharellus cibarius), der Edelreizker (Lactarius deliciosus) sowie der Grünling (Tricholoma equestre) in Frage. Alle diese Arten gehen eine Symbiose mit der Weiß-Tanne (Abies alba) ein und könnten auch an der Griechischen Tanne zu finden sein. Weitere Mykorrhiza-Partner könnten der Anhängselröhrling (Boletus appendiculatus), der Tonblasse Fälbling (Hebeloma crustuliniforme), der Butterröhrling (Suillus luteus) sowie der Körnchenröhrling (Suillus granulatus) sein.

### Vermehrung und Wachstum
Bei der Griechischen Tanne kommt es alle zwei bis vier Jahre zu Vollmasten; das bedeutet, dass besonders viele Samen ausgebildet werden. Die Samen fallen aufgrund ihres relativ hohen Gewichtes bereits meist in der Nähe des Mutterbaumes zu Boden. 50 bis 70 Prozent der Samen eines Baumes können allerdings so genannte Hohlkörner, also Samen ohne Keimling, sein. Bevor die Samen im nächsten Frühjahr austreiben, müssen sie 21 bis 28 Tage lang von einem feuchten Substrat bedeckt sein. Die Art scheint nicht in der Lage zu sein, durch Waldbrände vernichtete Gebiete sofort neu zu besiedeln, da die Samen kein Feuer überstehen und sie auf Naturverjüngung aus benachbarten Waldgebieten angewiesen ist. Auch drei Jahre nach den Bränden konnten an den Standorten keine Jungpflanzen gefunden werden.
Jungbäume haben nur ein sehr langsames Wachstum. So erreichen sie mit einem Alter von fünf Jahren Wuchshöhen von 20 bis 50 Zentimetern und in einem Alter von zehn Jahren Wuchshöhen von 100 bis 150 Zentimetern. In einem Alter von 15 bis 25 Jahren kommt es jedoch zu einer deutlichen Zunahme des Höhenwachstums. In Feldversuchen in Frankreich wurde gezeigt, dass die Art mit 15 Jahren Wuchshöhen von 2,4 Metern und in einem Alter von 24 Jahren von 4 Metern erreichen kann. Weiters zeigte sich, dass das jährliche Höhenwachstum höchstens zwei Monate lang anhält und in die Zeit mit dem maximalen Gehalt an Bodenwasser fällt.

### Vergesellschaftung
Die Griechische Tanne bildet xerophytische Waldgesellschaften. Zu diesen an die mediterranen Trockenheit angepassten Gesellschaften zählen die pflanzensoziologischen Verbände Abieto-Pinion, Quercion frainetto sowie der immergrüne Steineichenwald (Quercion ilicis). Dagegen ist die in Nordgriechenland gefundene Abies borisii-regis schon Bestandteil mesophytischer Rot-Buchenwälder (Fagus sylvatica) den sogenannten (Fagion) geht aber auch in Stufe supramediterraner Hainbuchen-Hopfenbuchen-Wälder (Ostryo-Carpinion) hinunter. Damit sind die Griechischen-Tannenwälder zu einer oromediterranen die Bulgarischen-Tannenwälder einer alpinen Höhenstufe zuzuordnen. Abies cephalonica-Wälder zeigen dadurch keine synsoziologische Verwandtschaft zu Fagion-Gesellschaften mehr.
Unter den mediterranen Tannen steht Abies cephalonica in einer ökologischen Zwischenstellung, da hier sowohl Fagus-Arten als auch Cedrus-Arten ausfallen. Daneben bauen Griechischen Tannen auch weitgehend geschlossene, nahezu reine Bestände, meist plenterartiger Struktur auf. Die Art bildet meist Reinbestände aus, allerdings kann es in niedrigeren Höhenlagen auch zur Mischwaldbildung mit der Edelkastanie (Castanea sativa), der Ungarischen Eiche (Quercus frainetto) sowie mit der Schwarz-Kiefer (Pinus nigra) kommen. In höheren Lagen werden diese Arten häufig vom Stech-Wacholder (Juniperus oxycedrus) abgelöst. In geschlossenen Reinbeständen wächst kaum eine Bodenflora, und es kommt zur Moderbildung. In Mischbeständen wird vor allem Mull gebildet.

### Krankheiten und Schädlinge
Die Griechische Tanne wird sowohl von pflanzlichen als auch von tierischen Schädlingen sowie Pilzen befallen. Insekten treten dabei häufiger auf als Pilze.

#### Pflanzliche Schädlinge
Unter den pflanzlichen Schädlingen ist vor allem die als Halbparasit auftretende Tannenmistel (Viscum album subsp. abietis) zu nennen. Sie tritt besonders häufig an älteren Bäumen auf.

#### Schadpilze
In Christbaumkulturen spielt der Tannennadelrost (Pucciniastrum epilobii) eine wirtschaftliche Rolle. Er befällt die Nadeln, welche sich dann gelb verfärben. Bei starkem Befall können auch junge Triebe verkümmern oder absterben. Ein bedeutender Verursacher von Stamm- und Wurzelfäule ist der Tannen-Wurzelschwamm (Heterobasidion abietinum). Bei jungen Bäumen kann ein Befall zum Absterben führen. Berichte über durch den Gemeinen Hallimasch (Armillaria mellea) verursachte Bestandsausfälle gibt es vor allem aus dem südlichen und zentralen Griechenland, meist aus Gebieten, in denen es häufig zu einer länger anhaltenden Trockenheit kommt. Kleinere Bäume, die von anderen Arten unterdrückt unterhalb der Kronenschicht wachsen, können vom Fleischfarbenen Hallimasch (Armillaria gallica) befallen werden.

#### Schadinsekten
Unter den Insekten haben sich Vertreter der Borkenkäfer wie der Kleine Tannenborkenkäfer (Cryphalus picae), der Mittlere Tannenborkenkäfer (Pityokteines vorontzowi), der Krummzähnige Tannenborkenkäfer, der Westliche Tannenborkenkäfer (Pityokteines spinidens), der Gestreifte Nutzholzborkenkäfer (Trypodendron lineatum) sowie der Prachtkäfer Phaenops knoteki als besonders gefährlich erwiesen. Bäume, die unter ungünstigen Boden- und Klimabedingungen wachsen, sind besonders anfällig für einen Befall durch diese Arten. Vor allem während der alle vier bis sieben Jahre auftretenden Dürreperioden kommt es zu einer besonders hohen Vermehrung dieser Schädlinge. So kam es im Jahr 1988 aufgrund der geringen Niederschläge und der niedrigen Lufttemperatur im Parnass-Gebirge zu Befällen, die bei bis zu 40 Prozent der Altbestände zu Abgängen führten.
Der Käfer Ernobius abietis und der Zünsler Dioryctria abietella gehören zu den bedeutendsten Zapfenschädlingen der Griechischen Tanne und können bei starkem Befall alle Zapfen eines ganzen Jahrganges zerstören und dadurch einen großen wirtschaftlichen Schaden anrichten. Möglicherweise ist auch die Käferart Ernobius kailidisi dazu in der Lage. Der Wickler Evetria margorotana und die Fliege Lonchaea viridana befallen die Samen. Die in Griechenland nur die Samen bewohnende Erzwespe Megastigmus suspectus trat bei Anbauten in Frankreich auch als Zapfenschädling auf. Es wird angenommen, dass im Durchschnitt jedes Jahr durch samen- und zapfenfressende Insekten zwischen 30 und 50 % der Saatgutproduktion vernichtet werden.
Weiters finden sich auch die Weiß-Tanne (Abies alba) befallende Arten wie die Wickler Choristoneura murinana und Epinotia nigricana, die Spanner Pungeleria capreolaria und Thera variata sowie die Braunschwarze Tannenrindenlaus (Cinara confinis) an der Griechischen Tanne.

#### Abiotische Schadfaktoren
Obwohl Anbauten in der ehemaligen Sowjetunion eine mittlere Resistenz gegenüber Luftverunreinigungen zeigten, ist dennoch davon auszugehen, dass Immissionen ein Grund für Wachstumseinbußen sind. So zeigten Flechten, die von unter Wuchsdepression leidenden Beständen am nördlich von Athen gelegenen Berg Parnitha gesammelt wurden, einen hohen Gehalt an Schwermetallen. Diese Bestände zeichnen sich auch durch einen seit Jahren anhaltenden, starken Borkenkäferbefall aus.
Weitere wichtige Schadfaktoren sind Dürren. Nach sehr trockenen Jahren kommt es häufig zu starken Bestandsrückgängen, welche auch auf Waldbrände zurückzuführen sind. Auch drei Jahre nach den Bränden konnten keine Jungpflanzen an den Standorten gefunden werden, was darauf hinweist, dass die Griechische Tanne nicht in der Lage ist, verbrannte Gebiete sofort erneut zu besiedeln. Ein Grund dafür ist, dass die Samen die Feuer nicht überleben und es zur Naturverjüngung aus benachbarten Gebieten kommen muss. Bei der Art treten dem Tannensterben der Weiß-Tanne (Abies alba) ähnliche Symptome auf, deren Ursache vermutlich das Zusammenwirken von verschiedenen Stressfaktoren ist. Es kommt zur Verfärbung und dem späteren Abfallen der Nadeln, zum Absterben von Trieben und Ästen sowie später zum Absterben des ganzen Baumes. Kranke Bäume haben meist auch ein geschädigtes Wurzelsystem mit wenigen Feinwurzeln. Die Sterblichkeitsrate bei diesen Symptomen liegt bei fünf bis zehn Prozent, kann in manchen Beständen aber auch bis zu 50 Prozent betragen.

## Systematik

### Taxonomische Einordnung
Die Griechische Tanne wird innerhalb der Gattung der Tannen (Abies) der Sektion Abies zugeordnet. Einige Autoren weisen sie zusammen mit der Weiß-Tanne (Abies alba), der Nebrodi-Tanne (Abies nebrodensis) und den in der Türkei heimischen Tannenarten der Reihe Septentrionales zu, welche durch hervorragende Deckschuppen gekennzeichnet sind.
Die Erstbeschreibung erfolgte 1838 durch John Claudius Loudon anhand von Material von der Insel Kefalonia unter dem auch heute gültigen Namen Abies cephalonica in Gardener’s Magazine and Register of Rural and Domestic Improvement 14, S. 81. Synonyme für Abies cephalonica Loudon sind unter anderem Abies alba var. cephalonica (Loudon) Richt., Picea cephalonica (Loudon) Loudon, Pinus abies var. cephalonica (Loudon) H. Christ und Pinus cephalonica (Loudon) Endl.
Im südlichen Griechenland wurden eine Vielzahl an weiteren Taxa wie Abies apollinis (Link) Bertrand, Abies heterophylla K.Koch, Abies panachaica (Heldreich) Pardé, Abies pectinata var. graeca Fraas und Abies reginae-amaliae Heldreich beschrieben, welche heute als verschiedene Varietäten der recht formenreichen Art Abies cephalonica angesehen werden. Diese Varietäten werden jedoch nicht von allen Autoren anerkannt.

### Artentstehung und genetische Diversität
Aufgrund der leichten Bildung von Hybriden und der genetischen Variabilität wird angenommen, dass alle im Mittelmeerraum heimischen Tannenarten eine zusammengehörende, taxonomische Einheit bilden und sich damit klar von den asiatischen und amerikanischen Tannen unterscheiden. Untersuchungen der Terpene und der Isoenzyme der Tannen des östlichen Mittelmeerraumes zeigten, dass sie vermutlich von einer einzigen, im Pliozän aufgetretenen Tannenart abstammen. Aus dieser entstanden nach dem Pliozän aufgrund der Trennung durch den Ägäischen Graben und der damit einhergehenden Isolation drei unterschiedliche Arten: eine griechische, eine pontische und eine europäische. Aus diesen drei Arten entstanden durch weitere Isolation während der Eiszeit und den damit einhergehenden spärlichen genetischen Austausch zwischen den einzelnen Populationen die heutigen Arten. Durch die Erwärmung im Holozän und die lang andauernde Einwirkung des Menschen wurde die Griechische Tanne in ihr heutiges Verbreitungsgebiet, das aus voneinander isolierten Gebirgsstandorten besteht, verdrängt.
Analysen der Isoenzyme zeigten, dass die Griechische Tanne mit 80 bis 90 Prozent eine hohe genetische Diversität aufweist. Dieser Wert ist innerhalb einzelner Populationen höher als zwischen ihnen. In einigen Beständen gibt es einen geringen Grad an Heterozygotie, der wahrscheinlich auf Inzucht durch wiederholte Geschwisterkreuzungen zurückzuführen ist.
Die Chromosomenzahl beträgt 2n = 24.

### Hybride

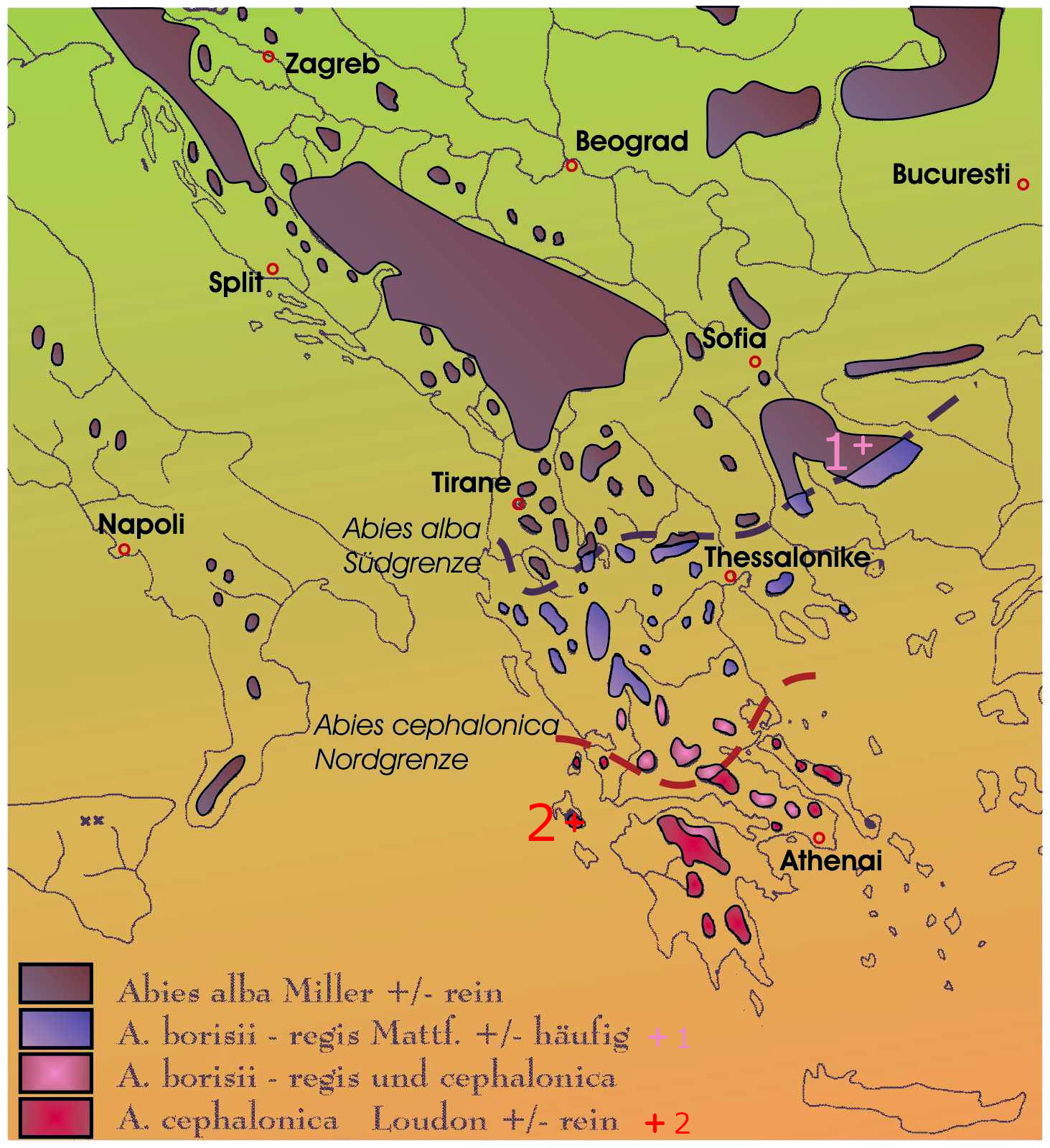
Verbreitung der Tannenarten der Balkanhalbinsel und Zonen der Hybridisierung zwischen Abies alba und Abies cephalonica. Reine unvermischte Abies cephalonica-Populationen treten nur südlich des 38igsten Breitengrades auf.

Die Griechische Tanne bildet mit den anderen europäischen Tannenarten leicht Hybride aus. Nördlich des Isthmus von Korinth kommt es zur natürlichen, introgressiven Hybridenbildung mit der Weiß-Tanne (Abies alba). Bestände sind oft heterogen und mosaikartig aus Bäumen mit intermediären Merkmalen zusammengesetzt. Bei genauer Betrachtung morphologischer und chemischer Merkmale wie der Terpene, lassen sich Gradienten ausmachen, die Nordgriechenland und die Gebirge Bulgariens umfassen. Genetische Analysen zeigen aber auch Introgression von Abies alba-Genen in Individuen, die morphologisch reinen Abies cephalonica nahekommen. Dieser nicht stabilisierte Hybridschwarm wird of als Bulgarische Tanne (Abies borisii-regis) bezeichnet, deren Hybridnatur, schon bei der Erstbeschreibung vermutet, inzwischen jedoch klar nachgewiesen ist.
Erfolgreiche Kreuzungsversuche fanden mit der Weiß-Tanne (Abies alba), der Kilikischen Tanne (Abies cilicica), der Nordmann-Tanne (Abies nordmanniana), der Numidischen Tanne (Abies numidica) sowie mit der Spanischen Tanne (Abies pinsapo) statt. Die Kreuzungen mit der Weiß-Tanne und der Nordmann-Tanne sind in der Jugend heterotisch und die Bastardwüchsigkeit lässt sich bis in ein Alter von 25 Jahren nachweisen. Einer natürlichen Kreuzung mit der Nordmann-Tanne entstammt vermutlich auch die in der Türkei beheimatete Troja-Tanne (Abies nordmanniana subsp. equi-trojani). Kreuzungsversuche mit amerikanischen und asiatischen Tannenarten schlugen fehl.

## Nutzung
Das relativ weiche, fast weiße Holz der Griechischen Tanne findet als Bau-, Konstruktions- und Brennholz Verwendung. Es wird auch für Tischlerarbeiten und zur Herstellung von Masten genutzt. Die Holzqualität gleicht jener der Weiß-Tanne (Abies alba), kann aber auch etwas darüber liegen (→ Hauptartikel: Tannenholz).
Die Art wird auch als Zierbaum gepflanzt, und junge Bäume werden als Christbäume verkauft.
| Mechanische Eigenschaften des Holzes | Wert    | Einheit |
| ------------------------------------ | ------- | ------- |
| Darrdichte ({\displaystyle r_{0}})   | 0,414   | g/cm³   |
| Druckfestigkeit                      | 439     | kg/cm²  |
| Biegefestigkeit                      | 888     | kg/cm²  |
| Zugfestigkeit                        | 990     | kg/cm²  |
| Elastizitätsmodul                    | 108.000 | kg/cm²  |

In der Forstwirtschaft werden die Bestände der Griechischen Tanne am häufigsten mittels Schirmschlag verjüngt. In Kulturbeständen ist auch die Vermehrung mittels Stecklingen und die Heranzucht in Containern möglich. Der Spitzenwert des jährlichen Höhenwachstums lag dabei zwischen 60 und 80 Zentimetern. Der jährliche Holzzuwachs liegt bei etwa 7 Kubikmetern pro Hektar Waldfläche. Bei Versuchsanbauten in Frankreich zeigte sich, dass das jährliche Höhenwachstum höchstens zwei Monate lang anhält und in die Zeit mit dem maximalen Gehalt an Bodenwasser fällt. Die Umtriebszeit beträgt 110 bis 150 Jahre.
Aus den Nadeln, den Zweigen, der Rinde sowie dem Balsam können ätherische Öle gewonnen werden. Das Nadelöl, auch als Abietis cephalonicae aetheroleum bekannt, wird mittels Wasserdampfdestillation gewonnen und besteht zu 85 Prozent aus Monoterpen-Kohlenwasserstoffen, von denen α-Pinen rund 20 Prozent und β-Pinen etwa 35 Prozent ausmachen. Den restlichen Teil der 85 Prozent machen Camphen mit rund 9 Prozent und Limonen mit circa 12 Prozent aus. Weiters findet man auch α-Terpineol, Bornylacetat und verschiedene Sesquiterpene im Nadelöl. Es hat eine schleimlösende und schwach antiseptische Wirkung. Es kann sowohl äußerlich durch Einreiben als auch innerlich durch Einnahme in Tropfenform oder durch Inhalieren gegen Schleimhautentzündungen der Atemwege eingesetzt werden. Eine äußerliche Anwendung ist weiters zur Behandlung von neuralgischen Schmerzen, Rheuma sowie Verspannungen möglich. Das Öl der Zweige enthält α-Pinen, Camphen, Borneol und Isoborneol. Im aus der Rinde gewonnenen Öl findet man α- und β-Pinen sowie Limonen. Das Balsamöl ähnelt dem Pinus-Terpentinöl und enthält neben α- und β-Pinen sowie Limonen auch Phellandren und 3-Caren.
Die abgekochten Blätter fanden in der Volksmedizin Verwendung als Blutreinigungsmittel. Das Harz der Rinde und der Zapfen wurde als Abführmittel in Pillenform eingenommen. Weiters wurde es als Salbe verarbeitet zur Behandlung von Hautverletzungen, Verstauchungen und Blutergüssen sowie bei Magenbeschwerden und Atemwegserkrankungen sowohl bei Menschen als auch bei Tieren genutzt. Eindeutige Belege über die Wirkung fehlen jedoch.

## Gefährdung und Schutz
Die Griechische Tanne wird in der Roten Liste der IUCN seit 2011 als „nicht gefährdet“ geführt. Zuvor wurde sie als „gering gefährdet“ eingestuft. Diese Bewertung wurde aber aufgrund des großen Verbreitungsgebietes und der Häufigkeit der Art geändert. Der Gesamtbestand wird als stabil angesehen, obwohl es vor allem im Sommer häufig zu Waldbränden kommen kann. Neben den Waldbränden werden die Bestände auch durch Überweidung, den Tourismus sowie durch Luftverschmutzung gefährdet. Es liegen jedoch auch Berichte vor, wonach die Bestände seit fünf Jahrzehnten rückläufig sind. Vor allem nach sehr trockenen Jahren kommt es zu Bestandsrückgängen.
Auf der Insel Kefalonia sowie in den im zentralen Griechenland gelegenen Iti-Bergen gibt es Reservate, in denen die Griechische Tanne geschützt wird. Des Weiteren wurde sie in einigen griechischen Nationalparks unter Schutz gestellt.